# Mike Mangini
Michael Anthony Mangini (* 18. April 1963 in Newton, Massachusetts) ist ein US-amerikanischer Schlagzeuger, war zwischen 2010 und 2023 Mitglied der Band Dream Theater und damit Nachfolger und Vorgänger von Mike Portnoy. Von 2002 bis 2005 stellte er fünf Rekorde im Schnell-Schlagzeugspielen auf.

## Werdegang
In Bands wie Extreme, Annihilator oder als Studiomusiker bei Steve Vai und James LaBrie sammelte er Erfahrungen, die er als Professor am Bostoner Berklee College of Music für den Unterricht umsetzen konnte. Als einer von sieben Schlagzeugern wurde er im Oktober 2010 von der Band Dream Theater zum Vorspielen geladen, um einen Nachfolger für Mike Portnoy zu finden, der die Band im September 2010 verlassen hatte. Mangini gab seine Lehrtätigkeit auf, als er als neuer Schlagzeuger ausgewählt wurde. Bei dem Album A Dramatic Turn of Events war er erstmals als Dream-Theater-Mitglied zu hören. Auf der Bonus-DVD des Albums ist die Dokumentation über die Suche nach Portnoys Nachfolger enthalten. 
2023 kam Mike Portnoy zurück zu Dream Theater und ersetzte Mangini.

## Diskographie (Auswahl)

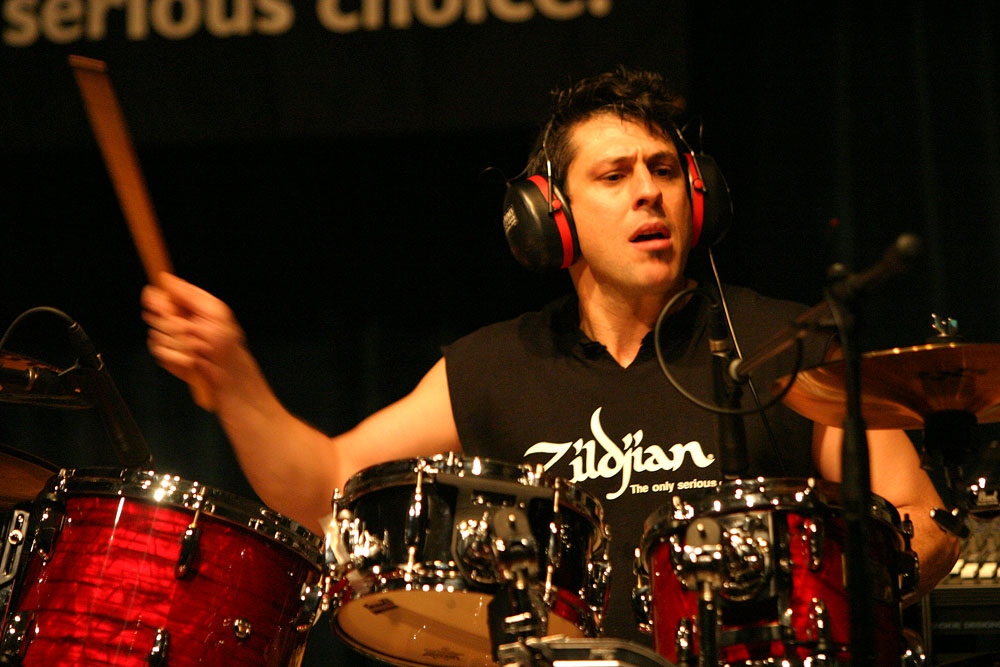
Mike Mangini, 2004

- Annihilator · Set the World on Fire (1993)
- Steve Vai · Fire Garden (1996)
- Steve Vai · G3 Live (1997)
- Steve Vai · The Ultra Zone (1999)
- Mullmuzzler · Keep It to Yourself (1999)
- Steve Vai · The 7th Song (2000)
- Mullmuzzler · Mullmuzzler 2 (2001)
- Annihilator · All for You (2004)
- Annihilator · The One (EP, 2004)
- Tim Donahue · Madmen & Sinners (2004)
- Rush Tribute · Subdivisions (2005)
- James LaBrie · Elements of Persuasion (2005)
- Annihilator · Metal (2007)
- Dream Theater · A Dramatic Turn of Events (2011)
- Dream Theater · Dream Theater (2013)
- Dream Theater · Live at Luna Park (2013)
- Dream Theater · Breaking the Fourth Wall (2014)
- Dream Theater · The Astonishing (2016)
- Dream Theater · Distance over Time (2019)
- Dream Theater · Distant Memories - Live in London (2020)
- Dream Theater · Images and Words - Live in Japan, 2017 (2021)
- Dream Theater · A Dramatic Tour of Events - Select Board Mixes (2021)
- Dream Theater · A View From The Top of The World (2021)
- Dream Theater · ...And Beyond - Live in Japan, 2017 (2022)
- Dream Theater · Live in Berlin (2019) (2022)
- Dream Theater · Live at Wacken (2015) (2022)
- Dream Theater · Distance over Time Demos (2018) (2023)
- Mangini · Invisible Signs (2023)